# Autrac
Autrac est une commune française située dans le département de la Haute-Loire, en région Auvergne-Rhône-Alpes.

## Géographie

### Localisation
La commune d'Autrac se trouve dans le département de la Haute-Loire, en région Auvergne-Rhône-Alpes.
Elle se situe à 87 km par la route du Puy-en-Velay, préfecture du département, à 28 km de Brioude, sous-préfecture, et à 30 km de Sainte-Florine, bureau centralisateur du canton de Sainte-Florine dont dépend la commune depuis 2015 pour les élections départementales.
Les communes les plus proches sont : 
Saint-Étienne-sur-Blesle (2,1 km), Blesle (3,2 km), Leyvaux (5,1 km), Laurie (6,4 km), Apchat (6,7 km), Grenier-Montgon (6,8 km), Torsiac (7,0 km), Anzat-le-Luguet (7,1 km).
|                | Apchat Puy-de-Dôme       |        |
| Leyvaux Cantal | Autrac                   | Blesle |
|                | Saint-Étienne-sur-Blesle |        |

### Climat
Pour des articles plus généraux, voir Climat d'Auvergne-Rhône-Alpes et Climat de la Haute-Loire.
En 2010, le climat de la commune est de type climat des marges montargnardes, selon une étude du Centre national de la recherche scientifique s'appuyant sur une série de données couvrant la période 1971-2000. En 2020, Météo-France publie une typologie des climats de la France métropolitaine dans laquelle la commune est exposée à un climat de montagne ou de marges de montagne et est dans la région climatique Nord-est du Massif central, caractérisée par une pluviométrie annuelle de 800 à 1 200 mm, bien répartie dans l’année.
Pour la période 1971-2000, la température annuelle moyenne est de 9,6 °C, avec une amplitude thermique annuelle de 15,5 °C. Le cumul annuel moyen de précipitations est de 835 mm, avec 8,7 jours de précipitations en janvier et 6,7 jours en juillet. Pour la période 1991-2020, la température moyenne annuelle observée sur la station météorologique installée sur la commune est de 10,5 °C et le cumul annuel moyen de précipitations est de 711,4 mm,. Pour l'avenir, les paramètres climatiques de la commune estimés pour 2050 selon différents scénarios d'émission de gaz à effet de serre sont consultables sur un site dédié publié par Météo-France en novembre 2022.
| Mois                                  | jan.             | fév.           | mars          | avril         | mai             | juin          | jui.          | août           | sep.          | oct.          | nov.             | déc.           | année      |
| ------------------------------------- | ---------------- | -------------- | ------------- | ------------- | --------------- | ------------- | ------------- | -------------- | ------------- | ------------- | ---------------- | -------------- | ---------- |
| Température minimale moyenne (°C)     | −0,4             | −0,2           | 2,2           | 4,5           | 8,1             | 11,6          | 13,7          | 13,7           | 10,3          | 7,5           | 3,1              | 0,6            | 6,2        |
| Température moyenne (°C)              | 2,7              | 3,3            | 6,4           | 9             | 12,9            | 16,7          | 19,2          | 19,2           | 15,1          | 11,3          | 6,3              | 3,6            | 10,5       |
| Température maximale moyenne (°C)     | 5,8              | 6,8            | 10,6          | 13,5          | 17,6            | 21,8          | 24,6          | 24,7           | 19,9          | 15,1          | 9,5              | 6,6            | 14,7       |
| Record de froid (°C) date du record   | −12,5 03.01.1993 | −14,7 07.02.12 | −14 01.03.05  | −5,7 07.04.08 | −1,4 07.05.1997 | 3,3 04.06.01  | 5,8 12.07.00  | 5,8 30.08.1993 | 0 28.09.1990  | −5,6 25.10.03 | −10,4 22.11.1998 | −12,8 15.12.01 | −14,7 2012 |
| Record de chaleur (°C) date du record | 20,1 01.01.22    | 21,7 27.02.19  | 23,3 17.03.04 | 26,1 30.04.05 | 31,4 22.05.22   | 39,4 27.06.19 | 37,6 31.07.20 | 38,8 23.08.23  | 35,4 04.09.23 | 29,7 02.10.23 | 22,2 07.11.15    | 19,8 31.12.21  | 39,4 2019  |
| Précipitations (mm)                   | 48               | 39,9           | 38,6          | 61            | 77,6            | 72,9          | 55,1          | 65,7           | 66,3          | 67,6          | 64,3             | 54,4           | 711,4      |

## Urbanisme

### Typologie
Au 1er janvier 2024, Autrac est catégorisée commune rurale à habitat très dispersé, selon la nouvelle grille communale de densité à sept niveaux définie par l'Insee en 2022.
Elle est située hors unité urbaine et hors attraction des villes,.

### Occupation des sols
L'occupation des sols de la commune, telle qu'elle ressort de la base de données européenne d’occupation biophysique des sols Corine Land Cover (CLC), est marquée par l'importance des territoires agricoles (67 % en 2018), en diminution par rapport à 1990 (71,3 %). La répartition détaillée en 2018 est la suivante : 
prairies (54,2 %), forêts (27,7 %), zones agricoles hétérogènes (12,8 %), milieux à végétation arbustive et/ou herbacée (5,2 %). L'évolution de l’occupation des sols de la commune et de ses infrastructures peut être observée sur les différentes représentations cartographiques du territoire : la carte de Cassini (XVIIIe siècle), la carte d'état-major (1820-1866) et les cartes ou photos aériennes de l'IGN pour la période actuelle (1950 à aujourd'hui).

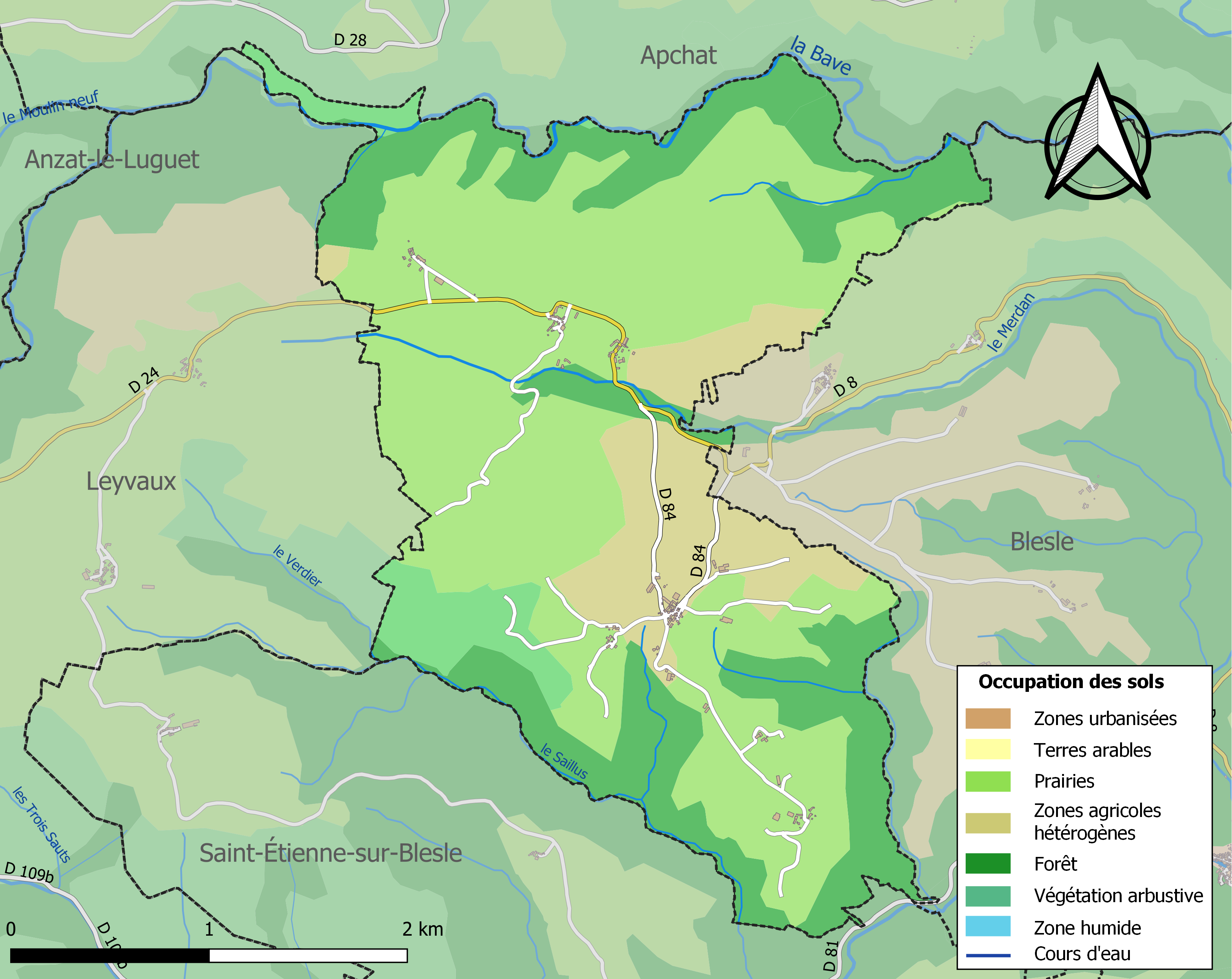
Carte des infrastructures et de l'occupation des sols de la commune en 2018 (CLC).
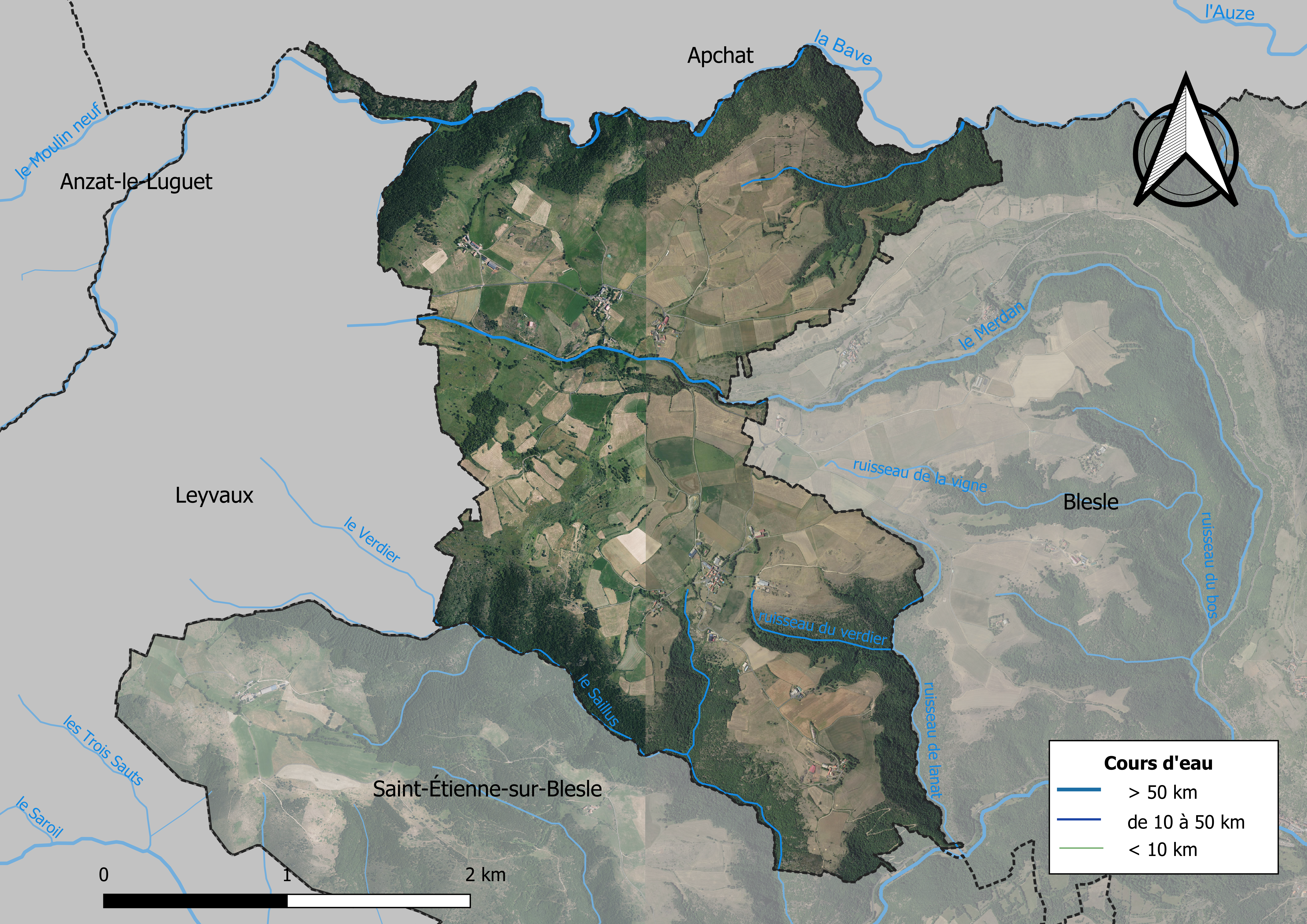
Carte orthophotographique de la commune.

### Habitat et logement
En 2018, le nombre total de logements dans la commune était de 47, alors qu'il était de 45 en 2013 et de 39 en 2008.
Parmi ces logements, 60,7 % étaient des résidences principales, 17,2 % des résidences secondaires et 22,1 % des logements vacants. Ces logements étaient pour 95,1 % d'entre eux des maisons individuelles et pour 2,5 % des appartements.
Le tableau ci-dessous présente la typologie des logements à Autrac en 2018 en comparaison avec celle de la Haute-Loire et de la France entière. Une caractéristique marquante du parc de logements est ainsi une proportion de résidences secondaires et logements occasionnels (17,2 %) supérieure à celle du département (16,1 %) et à celle de la France entière (9,7 %). Concernant le statut d'occupation de ces logements, 88 % des habitants de la commune sont propriétaires de leur logement (92 % en 2013), contre 70 % pour la Haute-Loire et 57,5 pour la France entière.
| Typologie                                               | Autrac | Haute-Loire | France entière |
| ------------------------------------------------------- | ------ | ----------- | -------------- |
| Résidences principales (en %)                           | 60,7   | 71,5        | 82,1           |
| Résidences secondaires et logements occasionnels (en %) | 17,2   | 16,1        | 9,7            |
| Logements vacants (en %)                                | 22,1   | 12,4        | 8,2            |

## Toponymie
Anciennes mentions : Ecclesia S. Juliani de Autrac (1185), Ecclesia de Aultrac (XIVe siècle), Auctrat (1398), Autrac (1401), Autrat (1493), Cura S. Juliani d'Austrat (XVIe siècle).
Selon Albert Dauzat, le toponyme Autrac dériverait soit du nom d’homme gaulois *Altirius, soit du nom d’homme germanique Althari, accompagné du suffixe gallo-romain -acum, marquant la propriété.
Selon Xavier Delamarre, Autrac proviendrait peut-être du nom d’homme gaulois *Altirios, formé avec le suffixe -ācon, également utilisé pour désigner une propriété ou un domaine.

## Histoire
Au-dessus d'Autrac, des traces archéologiques trouvées par Alphonse Vinatié montrent une présence humaine sur le contrefort du Montfouat datant du néolithique. Le cœur historique du village ne se situe pas à Autrac, mais à Autraguet, un hameau proche qui abrite l'église du village. Au Moyen Âge, Autraguet et son église Saint-Julien étaient un prieuré du monastère Saint-Pierre de Blesle. Il y résidait sans doute deux prieures et leurs servantes, qui administraient le domaine pour le compte de l'abbaye.

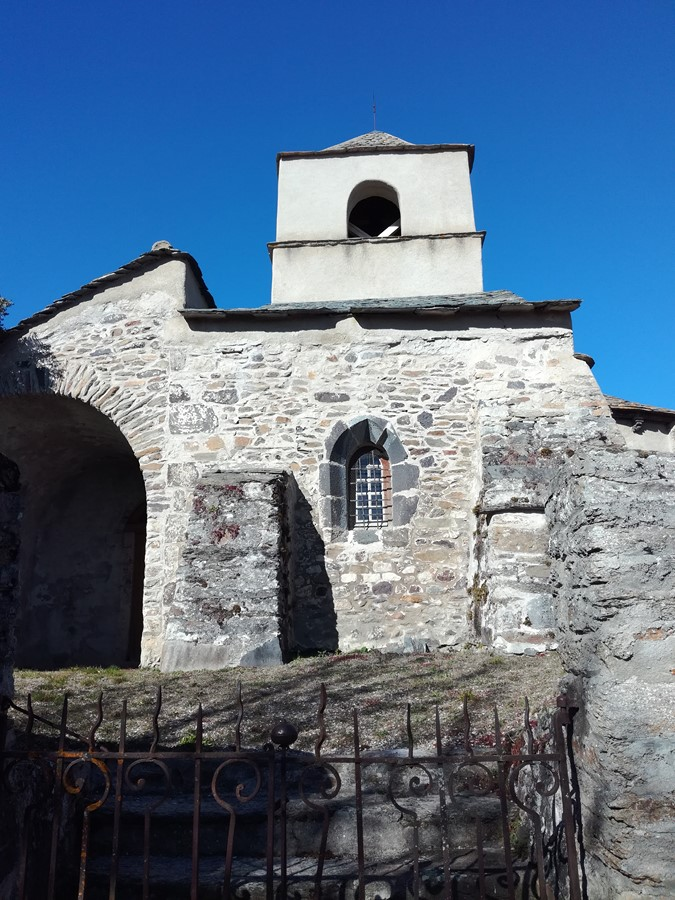
Église Saint-Julien d'Autraguet.
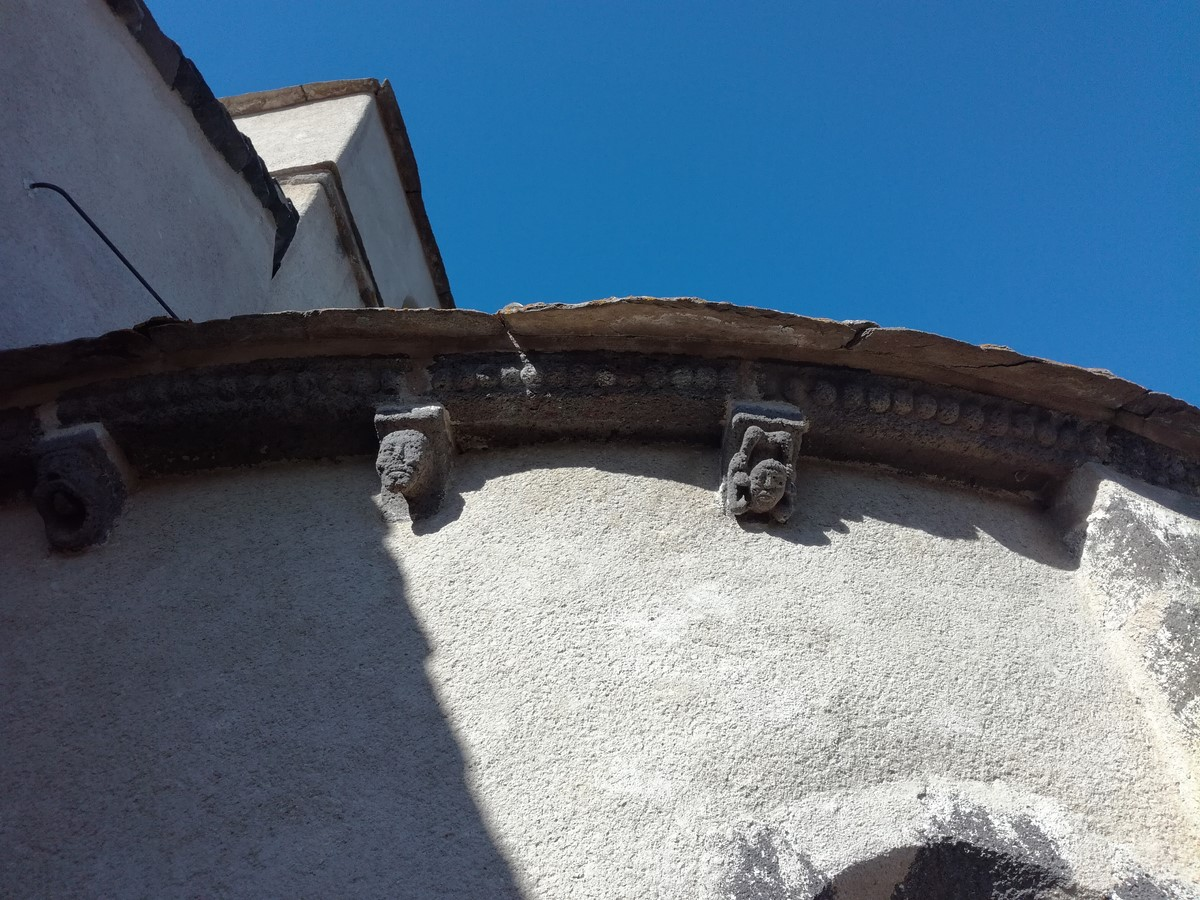
Église Saint-Julien d'Autraguet, Modillons.
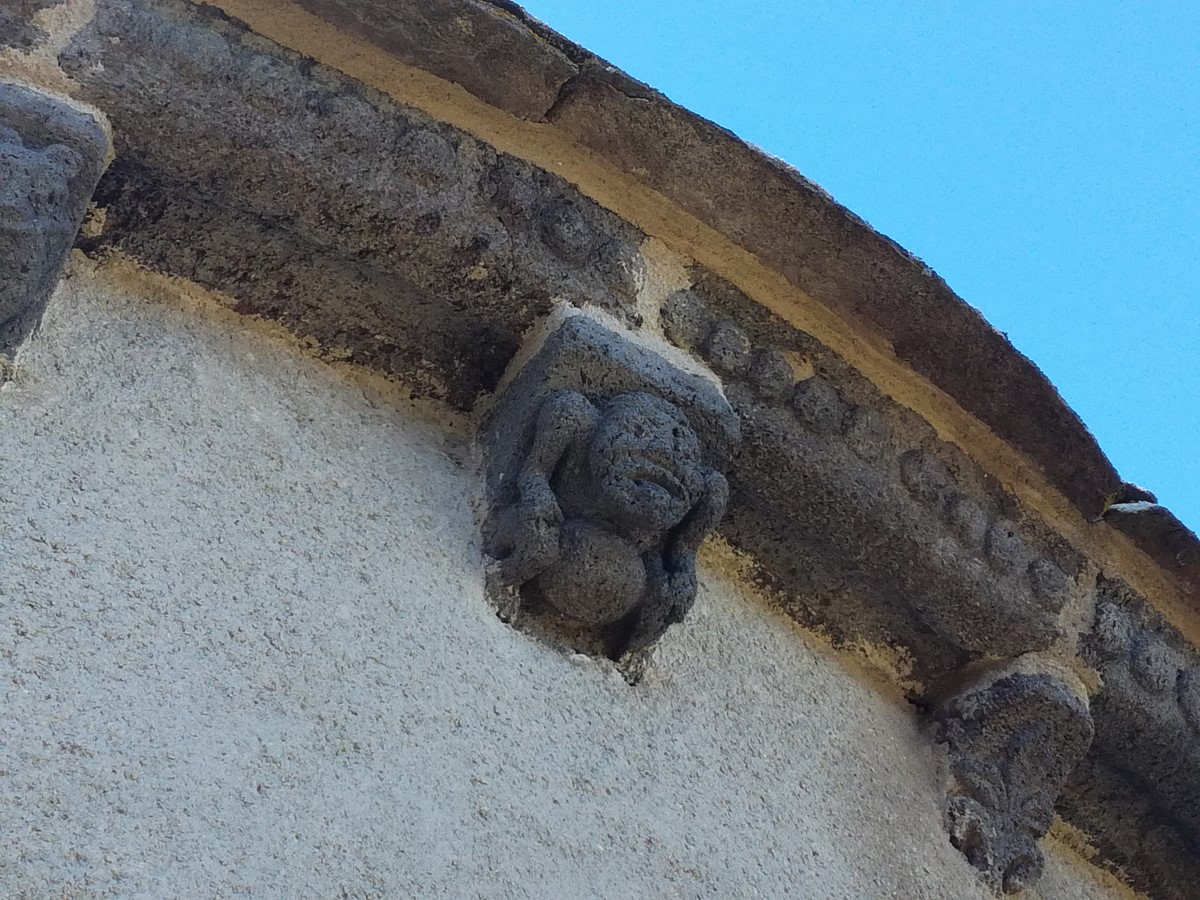
Église Saint-Julien d'Autraguet, Modillons.
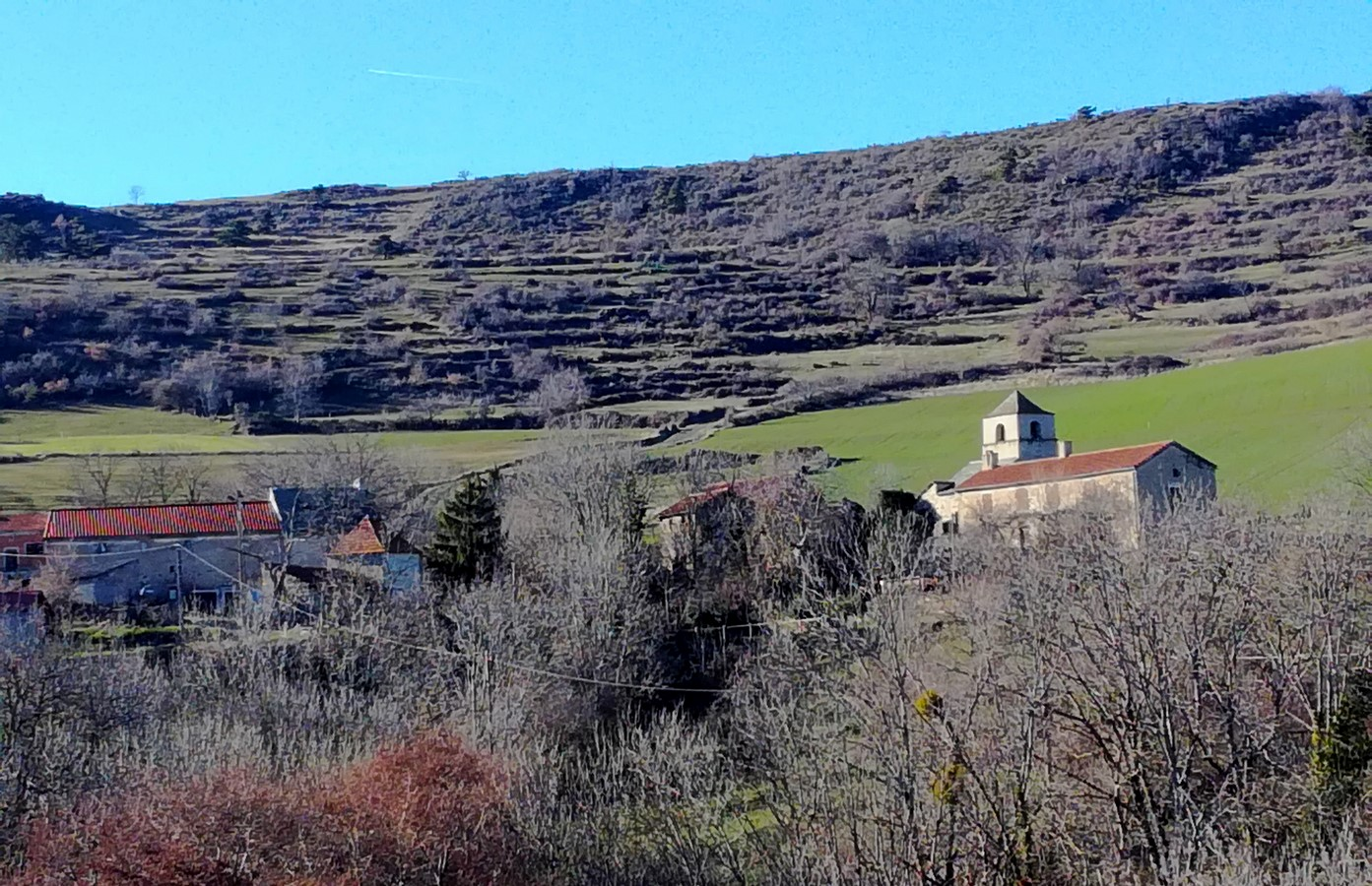
Village d'Autraguet.

## Politique et administration

### Découpage territorial
La commune d'Autrac est membre de la communauté de communes Brioude Sud Auvergne, un établissement public de coopération intercommunale (EPCI) à fiscalité propre créé le 11 décembre 2018 dont le siège est à Brioude. Ce dernier est par ailleurs membre d'autres groupements intercommunaux.
Sur le plan administratif, elle est rattachée à l'arrondissement de Brioude, au département de la Haute-Loire, en tant que circonscription administrative de l'État, et à la région Auvergne-Rhône-Alpes.
Sur le plan électoral, elle dépend du canton de Sainte-Florine pour l'élection des conseillers départementaux, depuis le redécoupage cantonal de 2014 entré en vigueur en 2015, et de la deuxième circonscription de la Haute-Loire   pour les élections législatives, depuis le redécoupage électoral de 1986.

### Élections municipales et communautaires

#### Élections de 2020
Le conseil municipal d'Autrac, commune de moins de 1 000 habitants, est élu au scrutin majoritaire plurinominal à deux tours avec candidatures isolées ou groupées et possibilité de panachage. Compte tenu de la population communale, le nombre de sièges à pourvoir lors des élections municipales de 2020 est de 7. Sur les neuf candidats en lice, sept sont élus dès le premier tour, le 15 mars 2020, correspondant à la totalité des sièges à pourvoir, avec un taux de participation de 48,05 %. Christophe Bedrossian, maire sortant, est réélu pour un nouveau mandat le 23 mai 2020.
Dans les communes de moins de 1 000 habitants, les conseillers communautaires sont désignés parmi les conseillers municipaux élus en suivant l’ordre du tableau (maire, adjoints puis conseillers municipaux) et dans la limite du nombre de sièges attribués à la commune au sein du conseil communautaire. Un siège est attribué à la commune au sein de la communauté de communes Brioude Sud Auvergne.

#### Liste des maires
| Période                                  | Période                    | Identité              | Étiquette | Qualité |
| ---------------------------------------- | -------------------------- | --------------------- | --------- | ------- |
| Les données manquantes sont à compléter. |                            |                       |           |         |
| mars 2008                                | En cours (au 26 août 2014) | Christophe Bedrossian | FdG       |         |

## Population et société

### Démographie

#### Évolution démographique
L'évolution du nombre d'habitants est connue à travers les recensements de la population effectués dans la commune depuis 1793. Pour les communes de moins de 10 000 habitants, une enquête de recensement portant sur toute la population est réalisée tous les cinq ans, les populations de référence des années intermédiaires étant quant à elles estimées par interpolation ou extrapolation. Pour la commune, le premier recensement exhaustif entrant dans le cadre du nouveau dispositif a été réalisé en 2005.

En 2022, la commune comptait 51 habitants, en évolution de −17,74 % par rapport à 2016 (Haute-Loire : +0,36 %, France hors Mayotte : +2,11 %).
| 1793 | 1800 | 1806 | 1821 | 1831 | 1836 | 1841 | 1846 | 1851 |
| ---- | ---- | ---- | ---- | ---- | ---- | ---- | ---- | ---- |
| 251  | 218  | 234  | 214  | 245  | 250  | 236  | 256  | 208  |

| 1856 | 1861 | 1866 | 1872 | 1876 | 1881 | 1886 | 1891 | 1896 |
| ---- | ---- | ---- | ---- | ---- | ---- | ---- | ---- | ---- |
| 190  | 188  | 170  | 175  | 179  | 182  | 160  | 168  | 174  |

| 1901 | 1906 | 1911 | 1921 | 1926 | 1931 | 1936 | 1946 | 1954 |
| ---- | ---- | ---- | ---- | ---- | ---- | ---- | ---- | ---- |
| 160  | 144  | 124  | 118  | 108  | 121  | 111  | 100  | 95   |

| 1962 | 1968 | 1975 | 1982 | 1990 | 1999 | 2005 | 2006 | 2010 |
| ---- | ---- | ---- | ---- | ---- | ---- | ---- | ---- | ---- |
| 81   | 75   | 60   | 61   | 63   | 69   | 75   | 72   | 78   |

| 2015 | 2020 | 2022 | - | - | - | - | - | - |
| ---- | ---- | ---- | - | - | - | - | - | - |
| 63   | 53   | 51   | - | - | - | - | - | - |

#### Pyramide des âges
La population de la commune est relativement âgée.
En 2018, le taux de personnes d'un âge inférieur à 30 ans s'élève à 15 %, soit en dessous de la moyenne départementale (31 %). À l'inverse, le taux de personnes d'âge supérieur à 60 ans est de 39,6 % la même année, alors qu'il est de 31,1 % au niveau départemental.
En 2018, la commune comptait 34 hommes pour 26 femmes, soit un taux de 56,67 % d'hommes, largement supérieur au taux départemental (49,13 %).
Les pyramides des âges de la commune et du département s'établissent comme suit.
| Hommes | Classe d’âge | Femmes |
| ------ | ------------ | ------ |
| 0,0    | 90 ou +      | 0,0    |
| 10,0   | 75-89 ans    | 17,4   |
| 26,7   | 60-74 ans    | 26,1   |
| 26,7   | 45-59 ans    | 30,4   |
| 20,0   | 30-44 ans    | 13,0   |
| 6,7    | 15-29 ans    | 8,7    |
| 10,0   | 0-14 ans     | 4,3    |

| Hommes | Classe d’âge | Femmes |
| ------ | ------------ | ------ |
| 0,9    | 90 ou +      | 2,5    |
| 8,4    | 75-89 ans    | 11,7   |
| 20,4   | 60-74 ans    | 20,5   |
| 21,3   | 45-59 ans    | 20,3   |
| 16,8   | 30-44 ans    | 16,3   |
| 15,2   | 15-29 ans    | 13,2   |
| 17     | 0-14 ans     | 15,6   |

## Économie

### Emploi
| Division       | 2008  | 2013  | 2018  |
| -------------- | ----- | ----- | ----- |
| Commune        | 6,5 % | 2,6 % | 5,7 % |
| Département    | 6,3 % | 7,7 % | 7,7 % |
| France entière | 8,3 % | 10 %  | 10 %  |

En 2018, la population âgée de 15 à 64 ans s'élève à 40 personnes, parmi lesquelles on compte 74,3 % d'actifs (68,6 % ayant un emploi et 5,7 % de chômeurs) et 25,7 % d'inactifs,. En  2018, le taux de chômage communal (au sens du recensement) des 15-64 ans est inférieur à celui de la France et département, alors qu'en 2008 il était supérieur à celui du département et inférieur à celui de la France.
La commune est hors attraction des villes,. Elle compte 15 emplois en 2018, contre 21 en 2013 et 19 en 2008. Le nombre d'actifs ayant un emploi résidant dans la commune est de 29, soit un indicateur de concentration d'emploi de 49,6 % et un taux d'activité parmi les 15 ans ou plus de 59,2 %.
Sur ces 29 actifs de 15 ans ou plus ayant un emploi, 14 travaillent dans la commune, soit 46 % des habitants. Pour se rendre au travail, 61,5 % des habitants utilisent un véhicule personnel ou de fonction à quatre roues, 3,8 % les transports en commun, 15,4 % s'y rendent en deux-roues, à vélo ou à pied et 19,2 % n'ont pas besoin de transport (travail au domicile).

### Activités hors agriculture
7 établissements sont implantés  à Autrac au 31 décembre 2019. Le tableau ci-dessous en détaille le nombre par secteur d'activité et compare les ratios avec ceux du département,.
| Secteur d'activité                                                     | Commune | Commune | Département |
| Secteur d'activité                                                     | Nombre  | %       | %           |
| ---------------------------------------------------------------------- | ------- | ------- | ----------- |
| Ensemble                                                               | 7       |         |             |
| Industrie manufacturière, industries extractives et autres             | 4       | 57,1 %  | (14,2 %)    |
| Commerce de gros et de détail, transports, hébergement et restauration | 1       | 14,3 %  | (28,8 %)    |
| Activités financières et d'assurance                                   | 2       | 28,6 %  | (4,4 %)     |

Le secteur de l'industrie manufacturière, des industries extractives et autres est prépondérant sur la commune puisqu'il représente 57,1 % du nombre total d'établissements de la commune (4 sur les 7 entreprises implantées  à Autrac), contre 14,2 % au niveau départemental.

### Agriculture
La commune fait partie de la petite région agricole dénommée « Cézallier ». En 2010, l'orientation technico-économique de l'agriculture  sur la commune est la production de bovins, orientation élevage et viande.
|                                   | 1988 | 2000 | 2010 |
| --------------------------------- | ---- | ---- | ---- |
| Exploitations                     | 12   | 11   | 11   |
| Superficie agricole utilisée (ha) | 627  | 741  | 776  |

Le nombre d'exploitations agricoles en activité et ayant leur siège dans la commune est passé de 12 en 1988 à 11 en 2000 puis à 11 en 2010, soit une baisse de 8 % en 22 ans. Le même mouvement est observé à l'échelle du département qui a perdu pendant cette période 43 % de ses exploitations. La surface agricole utilisée sur la commune a quant à elle augmenté, passant de 627 ha en 1988 à 776 ha en 2010. Parallèlement la surface agricole utilisée moyenne par exploitation a augmenté, passant de 52 à 71 ha.

### Tourisme
La commune dispose d'un gîte touristique situé dans le hameau de Lagarde et de chambres d'hôtes dans le hameau de Montmoirat.

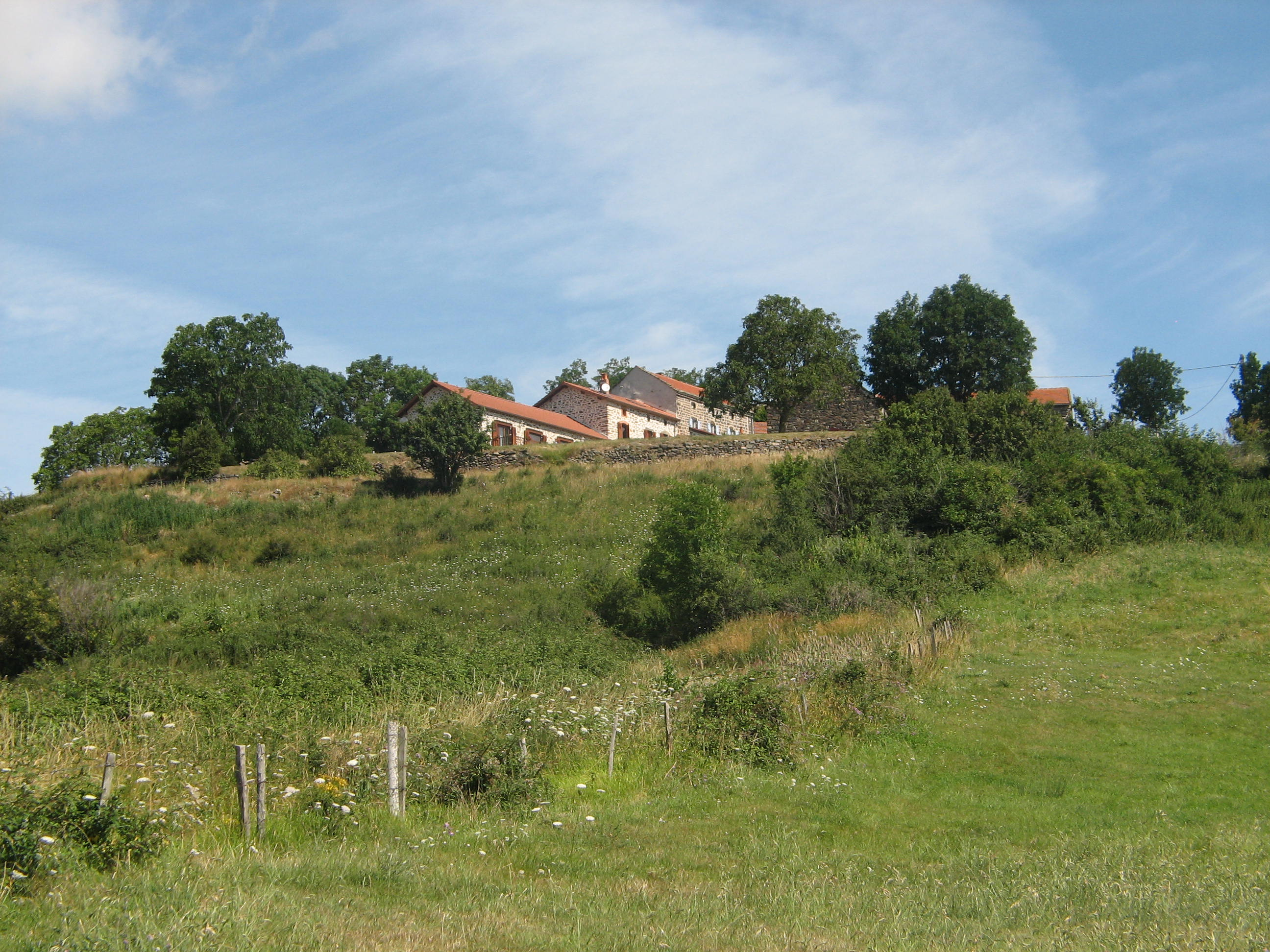
Maisons à Lagarde.

## Culture locale et patrimoine

### Lieux et monuments
- L'église Saint-Julien, datant en partie de l'époque romane (abside) et remaniée à l'époque gothique et classique, inscrite  au titre des monuments historiques par arrêté du 30 janvier 1986[35].
- Le château de Montmoirat, inscrit au titre des monuments historiques par arrêté du 30 septembre 1991[36].